# Radzanowo

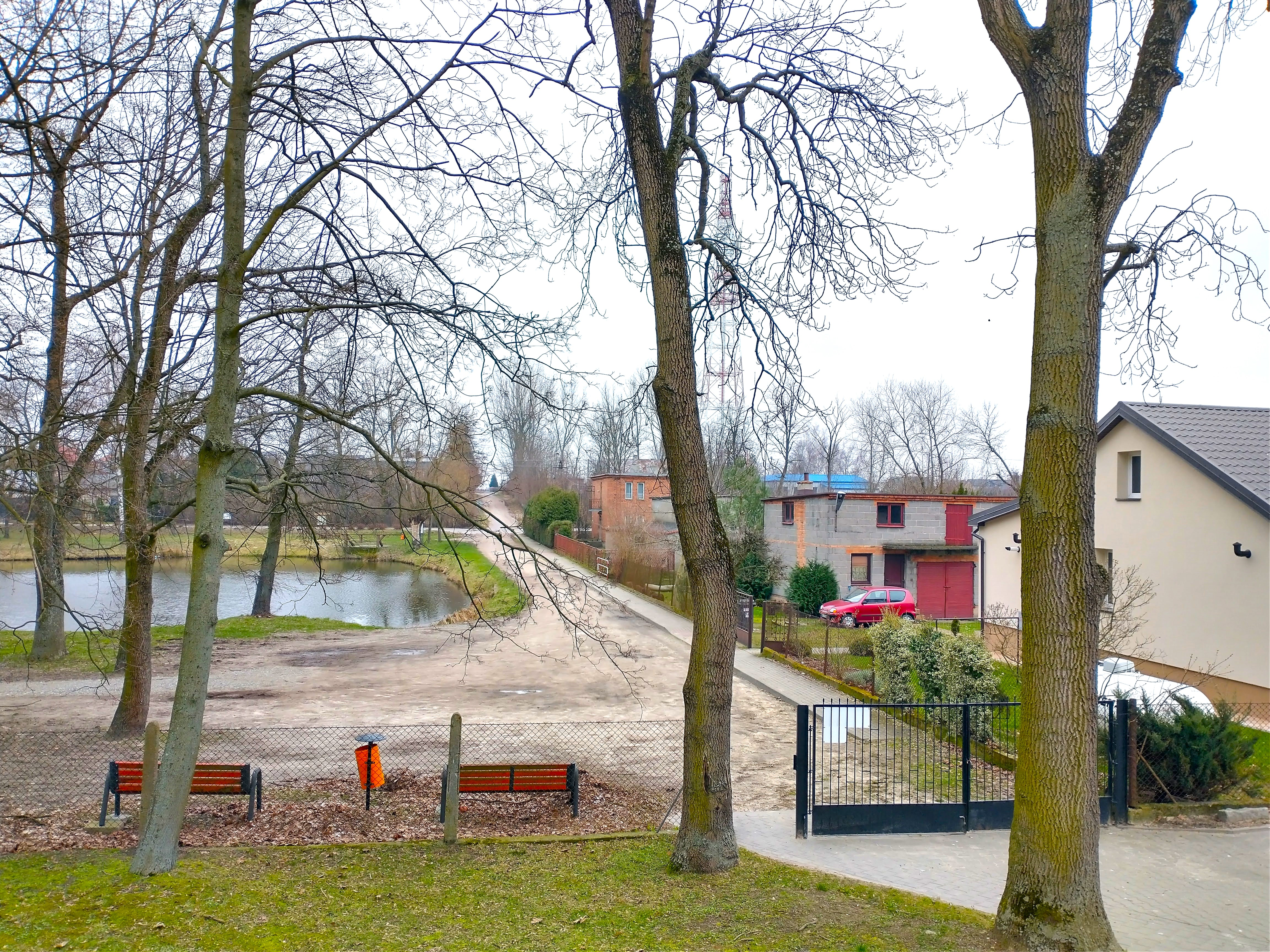
Fragment wsi ze stawem

Radzanowo – wieś sołecka w Polsce, położona w województwie mazowieckim, w powiecie płockim, w gminie Radzanowo, około 14 km na północny wschód od Płocka.
| SIMC    | Nazwa           | Rodzaj                          |
| ------- | --------------- | ------------------------------- |
| 1060139 | Begno           | część wsi                       |
| 1060151 | Kaczorowiec     | część wsi (zniesiona w 2023 r.) |
| 1060168 | Parcele         | część wsi                       |
| 1060174 | Probostwo       | część wsi                       |
| 1060197 | Sobota          | część wsi                       |
| 1060205 | Stare Radzanowo | część wsi (zniesiona w 2023 r.) |

Prywatna wieś szlachecka, położona była w drugiej połowie XVI wieku w powiecie płockim województwa płockiego. W latach 1975–1998 miejscowość administracyjnie należała do województwa płockiego.
Miejscowość jest siedzibą gminy Radzanowo.
W Radzanowie znajdują się:
- kościół parafialny pod wezwaniem św. Floriana, zbudowany w latach 1858–1859 w stylu neogotyckim, murowany. Obok kościoła drewniana dzwonnica,
- murowany spichlerz - pozostałości zespołu dworskiego,
- park, pozostałość z parku okalającego kiedyś dworek modrzewiowy (spłonął w latach 70.) - posiadłość rodziny Hołyńskich.

W 1966 roku na budynku miejscowego Gminnego Ośrodka Kultury odsłonięto tablicę upamiętniającą powstanie w czerwcu 1944 roku Powiatowej Rady Narodowej powiatu płockiego.